# Vampire: The Masquerade
Vampire: The Masquerade ("Vampir: La Mascarada", en català) és un joc de rol que s'ambienta en l'anomenat Món de Tenebres. El desenvolupà Mark Rein·Hagen com el primer joc de rol de l'empresa White Wolf Game Studio. El joc s'ambienta en l'existència de vampirs en un món modern neogòtic. El subtítol del joc, «La Mascarada», fa referència als intents de l'organització secreta dels vampirs (La Camarilla) d'amagar la seva existència i activitats als humans. El joc ha influït en la ficció moderna de vampirs i en la seva terminologia en la ficció contemporània.
El 1992, Vampire: The Masquerade va guanyar el premi Origins al millor conjunt de regles de rol de 1991. Donat l'èxit de l'original es va ampliar el "Món de Tenebres" amb altres jocs basats en diferents éssers sobrenaturals com ara "Hombre Lobo: El Apocalipsis", "Mago: La Ascensión", "Changelling: El Ensueño"; "Cazador" i "Demonio: La Caída" entre d'altres. White Wolf va tenir un important èxit de vendes durant els anys 90 i principis del nou segle.
El 2004 la companyia va donar per tancada la línia de "Món de Tenebres" i va deixar de publicar tots els seus antics jocs. Pocs mesos després va tornar amb el Nou Món de Tenebres on va començar publicant una nova versió del joc anomenat "Vampire: The Requiem"

## Ambientació
Vampire: The Masquerade desenvolupa el món de ficció conegut com a Món de Tenebres, inspirat en les novel·les de Cròniques de vampirs d'Anne Rice. L'autor del joc, Mark Rein-Hagen, va fer un joc de rol que trencava la majoria dels tòpics del gènere de rol. En ell, els jugadors experimenten la vida d'un ésser sobrenatural en un món dominat pel mal i en el que els humans desconeixen la realitat. El tema del joc se centra en el conflicte personal que suposa intentar retenir la pròpia humanitat quan el personatge ha sigut convertit en un ésser depredador d'éssers humans. A més els jugadors han de sobreviure a les incessants lluites de poder dels antics i més poderosos vampirs i les nombroses intrigues entre els clans de vampirs.
Els vampirs tenen el seu origen en Caín, el tercer home, que va ser condemnat amb la immortalitat. Caín amb el temps va crear els seus fills vampirs així arribant al món d'avui en dia. Amb el passar dels anys els vampirs han creat els anomenats 13 clans i al seu torn 3 grups molt importants: La Camarilla, El Sabbat (Vampir: La mascarada) i els Independents, però en l'actualitat la sang s'ha afeblit en ells donant a la llum els Caitiff i així atraient a la famosa Gehenna.

### Els Descendents
Descendents és el nom amb què els vampirs s'autodenominen, igual que Caïnites, ja que es consideren descendents de Caín (per a més informació mirar l'apartat història)
Tots els vampirs són diferents entre si, encara que hi ha característiques que són traspassades de Sire a Chiquillo en el moment de l'abraçada. Aquestes característiques provenen del clan del Sire.
Tots els vampirs són afectats per la seva Bèstia interna, que alguns intenten controlar negant la seva existència però que d'altres accepten i intenten mantenir a ratlla mitjançant diversos sistemes de creences.
Els vampirs poden utilitzar ghouls, humans que han tastat una petita quantitat de sang del vampir i que han adquirit algunes de les seves capacitats (habitualment una major resistència i un cert índex de regeneració dels danys) i als quals utilitzen per ocupar-se dels assumptes que ells no poden (per exemple, la gestió dels seus assumptes entre els mortals durant el dia).
Els vampirs tenen diverses debilitats, algunes idèntiques a les que apareixen a les novel·les i pel·lícules clàssiques i d'altres diferents. Una estaca al cor no els mata, sinó que els paralitza i per exemple l'aigua beneïda, les creus o símbols religiosos no els afecten excepte si qui els esgrimeix en contra d'ells té una autèntica fe en aquestes creences.
En canvi, la llum del sol i el foc els causen una gran quantitat de mal i són de les poques coses que poden provocar la seva mort sense gaires problemes.

## Clans
- Es diu "majorment són del/de la" car unes minories dels mateixos clans s'han convertit en antitrubu al Sabbat com els Setites que majorment són independents, com també els Assamites i altres.
- Però així com uns tenen clan també hi ha uns que no tenen com els Caitiff o Panders.

### Les sectes
Tots els clans, excepte els quatre independents, pertanyen a una secta; encara que es poden trobar a determinats membres individuals dels clans que no ho fan. Cada secta té unes idees pròpies i uns objectius diferents respecte a com s'ha d'interaccionar entre els vampirs i entre els vampirs i els humans.
Hi ha dos gran sectes: la Camarilla, i el Sabbat. La primera pensa que el millor que es pot fer per evitar les caceres humanes és barrejar-se amb els mortals i ocultar la seva existència controlant-los des de les ombres. El Sabbat, en canvi, pensa que no ha d'ocultar-se i que la millor manera d'evitar el seu extermini és revelant la seva natura depredadora i subjugant a la humanitat per a poder governar-la mitjançant la seva superioritat.
També hi ha altres grups menors com per exemple els  anarquistes que a pesar de compartir part dels ideals d'ocultació de la Camarilla no volen acceptar ordres d'altres vampirs que els governin només per ser més antics. Un altre grup és l'Inconnu, un grup misteriós format per vampirs antics que es diu que volen trobar la Golconda, un misteriós estat d'il·luminació on el vampir domina per complet el seu ser i que permet derrotar la Bèstia i la gana.

### Els clans
Els vampirs es divideixen en 13 clans que es van establir a partir de la 3a. generació de vampirs els antediluvians i que transmeten una sèrie de característiques i peculiaritats als seus membres. Aquells que per algun motiu no són reconeguts per cap clan, reben el nom de Caitiff.
Tots els clans tenen una certa predisposició a desenvolupar unes habilitats sobrenaturals concretes anomenades disciplines i un defecte concret. Els membres dels diferents clans solen seguir un cert estereotips, però no sempre és així.
També hi ha línies de sang menors que varen ser creades a partir d'un dels grans clans i clans que han caigut en desgràcia o han desaparegut; com ara el clan Salubri o el clan Capadocio.

#### Camarilla
- Brujah: El seu progenitor és Troile, majorment són de la Camarilla.
  - Disciplines: Presència, Potència, Celeritat.
- Malkavian: El seu progenitor és Malkav, majorment són de la Camarilla.
  - Disciplines: Ofuscació, Dementació, Auspex.
- Nosferatu: El seu Progenitor és Absimilliard, majorment són de la Camarilla.
  - Disciplines: Potència, Animalisme, Ofuscació.
- Toreador: El seu Progenitor és Arikel, majorment són de la Camarilla.
  - Disciplines: Celeritat, Presencia, Auspex.
- Tremere: El seu Progenitor és Tremere, únicament són de la Camarilla. Existien un petit grup de renegats al Sabbat, però van ser exterminats.
  - Disciplines: Taumatúrgia, Auspex, Dominació.
- Gangrel: Oficialment a la Camarilla fins a 1996, quan se'n van desprendre.
  - Disciplines: Protean, Animalisme, Fortalesa.
- Ventrue: El seu progenitor és Veddhartha.
  - Disciplines: Fortalesa, Dominació, Presencia.

#### Sabbat
- Lasombra: El seu progenitor és Laro Somi Barra, majorment són del Sabbat.
  - Disciplines: Potencia, Obtenebració, Dominació.
- Tzimisce: El seu progenitor és Mekneth, majorment són del Sabbat.
  - Disciplines: Animalisme, Vicisitud, Auspex.

#### Clans independents
- Assamite o Banu Haqim: El seu progenitor és Haqim (també anomenat Assam), majorment són independents. Alguns renegats són al Sabbat.
- Setites o Seguidors de Set: El seu progenitor és Set, majorment són independents. N'hi ha alguns al Sabbat amb el nom de Serps de la Llum.
- Gangrel: El seu progenitor és Ennoia, majorment són independents des que van deixar la Camarilla.
- Giovanni: El seu Progenitor és Augustus Giovanni, majorment són independents. Alguns col·laboren amb la Camarilla esporàdicament, sobretot a Barcelona i Itàlia, per tal de combatre els Lasombra.
- Ravnos: El seu Progenitor és Dracien, majorment són independents. Alguns renegats són al Sabbat.

### Història
La història dels vampirs comença quan, segons el Llibre de Nod, Caín mata a Abel i Déu el castiga, expulsant-lo. Allà se li donen diverses oportunitats de redimir-se i les rebutja totes. Després Cain troba a Lilith, la primera dona d'Adam que va ser expulsada del jardí de l'Edèn i amb qui aprèn a manipular el seu poder. Quan ja no té res més que aprendre de Lilit, la deixa i torna a les terres on habitava abans i funda la primera ciutat Enoch. Encara que Enoch és una gran ciutat es troba sol i descobreix com pot crear a altres com ells. Llavors dona la immortalitat a Enoch, Zillad i Irad.
Els seus descendents creen més descendents, 13 concretament (anomenats la tercera generació). Aquests 13 vampirs són egoistes i manipuladors i veient que la seva maledicció s'està estenent Cain prohibeix que es creïn més vampirs. Però abans que pugui fer res els 13 assassinen a la segona generació i comencen a crear més i més descendents.
Degut a aquesta aberració, Déu torna a castigar Cain causant el Diluvi que provoca la mort de molts d'aquests vampirs. Després d'aquest càstig Cain s'auto exilia i els 13 Antediluvians tornen a crear descendència. És llavors quan es crea la Segona Ciutat i degut a les disputes entre els antediluvians comença la Yihad, una guerra que s'ha prolongat al llarg dels segles fins al dia d'avui.
Durant segles els vampirs continuen governant als mortals de formes més o menys encobertes i organitzant les seves disputes (com ara la guerra entre Brujah i Ventrue utilitzant als cartaginesos i als romans, respectivament) sense ser massa coneguts.
A l'Edat Mitjana molts vampirs comencen a mostrar-se més reticents a ocultar la seva natura i comencen a cridar l'atenció dels mortals. L'Església, aliada amb senyors mortals es rebel·la contra aquesta tirania i crea la inquisició, un grup pseudomilitar encarregat d'acabar amb l'existència de tots els sobrenaturals.
Bojos de por els vampirs més antics comencen a utilitzar als seus fills com a esquer per guanyar temps fins que els més joves es revelen ofesos per aquest tracte en l'anomenada revolta anarquista, que va ser conduïda pels Brujah.
Tenint por per la seva supervivència els antics i els seus descendents més lleials creen la Camarilla, una organització que vol ocultar als mortals l'existència dels sobrenaturals per així tornar a permetre que els vampirs visquin "en pau" i puguin tornar a governar sense oposició. La força de la Camarilla és superior a la dels anarquistes i finalment els Brujah i els seus seguidors accepten signar el "Tractat de Thorns" on es dona terme a la Revolta Anarquista.
Els joves dels clans Tzimisce i Lasombra, en canvi, es neguen a signar el tractat, ja que són conscients que no poden esperar misericòrdia dels seus antics (durant la revolta van assassinar els seus respectius creadors de clan, els antediluvians) i igual que alguns altres vampirs no disposats a cedir davant la pressió dels antics es neguen a capitular a Thorns. Al cap d'un temps d'amagar-se tornen a donar-se a conèixer, aquest cop sota el nom de Sabbat
La lluita entre Camarilla i Sabbath continua fins als nostres dies encara que segons el Llibre de Nod, aquesta lluita està a punt de terminar, doncs la Gehena (la fi del món) s'apropa i aquella nit els Antediluvians que han aconseguit sobreviure s'aixecaran del seu sopor i s'alimentaran dels seus descendents per terminar amb la guerra que van començar fa mil·lennis.

## Disciplines dels personatges
Les Disciplines són els poders que els vampirs desenvolupen a partir del moment en què s'hi converteixen. Cada Clan n'aprèn tres des del principi, però els vampirs en poden aprendre d'altres durant la seva no-vida.
- Generals:
  - Animalisme (Animalism): capacitats de control i comunicació dels animals, també habilitats de domini sobre la mateixa Bèstia.
  - Auspex o "lectura i observació de senyals": sentits sobrenaturalment desenvolupats, premonicions. A nivells avançats atacs psíquics i entrada al món espiritual.
  - Celeritat (Celerity): velocitat de moviment sobrenatural.
  - Dementació (Dementation): capacitat de transmetre i provocar la bogeria, paranoia i neurosi a l'objectiu.
  - Dominació (Dominate): la capacitat per controlar la ment de l'objectiu de múltiples maneres. Una de les disciplines més poderosa, considerada la dels clans líder (Ventrue, Tremere i Lasombra).
  - Fortalesa (Fortitude): resistència sobrenatural inhumana, pot donar la capacitat per resistir una descàrrega de bales al pit o l'atac de les urpes d'un ésser sobrenatural.
  - Ofuscació (Ofuscate): l'habilitat d'ocultar-se i no ser vist. En realitat el poder no modifica l'entorn, sinó la ment de l'objectiu perquè no pugui percebre a qui fa servir el poder.
  - Potencia (Potence): força sobrenatural que dona la capacitat de colpejar amb la força d'un camió, suportar o empènyer grans pesos o fer salts extraordinaris.
  - Presencia (Presence): capacitat de controlar els sentiments de la resta en vers a un mateix: atracció, amor, devoció. Els Toreador en fan un gran ús.

- Exclusives:
  - Nigromància (Necromancy): comunicació i control dels morts i del món dels fantasmes. Utilitzada pels Giovanni, que guarden bé que ningú els robi aquesta màgia com ells la van robar als Capadocis.
  - Obtenebració (Obtenebration): poder magnífic de controlar les ombres i la foscor de manera sobrenatural i espantosa, és tan aterridor que es diu que qui el fa servir perd per sempre la seva ànima. Utilitzada pels Lasombra, que en fan una manera de no-viure més que una disciplina, seguint el seu peculiar esquema ètic anomenat Camí de l'Ombra (VIA NOCTIS).
  - Protean o "canvis en el mateix cos": és la capacitat per canviar de forma famosa dels vampirs. Permet transformar-se en un animal de lluita (usualment un llop) i un animal de fugida (usualment un ratpenat), convertir les mans en poderoses urpes de guerra, veure -hi en la foscor, fusionar-se amb la terra o convertir-se en boira. Utilitzada pels Gangrel, que en poden fer un ús superior i poden canviar de forma a qualsevol animal gràcies a la seva afinitat amb la Bèstia.
  - Serpentis: misteriosa disciplina màgica dels Setites que consisteix en estranys rituals i poders malèfics.
  - Taumatúrgia (Thaumaturgy): estudi de la màgia de la sang creada, perfeccionada i ben guardada pels Tremere. La base del poder Tremere resideix en aquesta disciplina molt difícil d'aprendre i d'utilitzar, que es ramifica en diferents Camins d'encanteris. Permet la conjuració de foc de manera espontània, el moviment de cossos amb la ment, control del temps atmosfèric, i conjurs pèrfids i dolorosos de mil maneres diferents: des de fer bullir la sang de l'objectiu per aniquilar-lo o convertir-la en aigua per matar-lo lentament. És tan variada que també permet l'ús de rituals taumatúrgics que consisteixen en mètodes de protecció màgica i llançament de malediccions.
  - Vicisitud (Vicissitude): poder de modelar com si fos fang la carn i els ossos, propis o d'altres. Els Tzmisce en fan un ús i ho consideren un art i un métode d'ascensió. Modifiquen el cos dels seus servents i uneixen uns amb els altres per crear criatures espantoses i màquines de guerra de carn. També modifiquen el seu cos per convertir-los en monstres demoníacs o per tenir un aspecte sobrenaturalment perfecte.

- Exòtiques: 
  - Abombwe: relació amb el món els esperits malvats de les mitologies animistes. És una disciplina perduda.
  - Bardo: poder perdut en l'antiguitat de curació i ascensió.
  - Daimoinon: control sobre l'actitud de les masses i els pecats humans, utilitzada pels malvats Baali.
  - Deimos
  - Màgia koldúnika: rituals màgics relacionades amb els elements (Terra, Aigua, Foc i Aire) que utilitzaven els Tzimisce del Vell Continent per invocar poders increïblement destructius. Aquests coneixements estan gairebé perduts.
  - Melpomene (Melpominee): capacitat de controlar el so, el cant i les vibracions. És una disciplina poderosa però molt desconeguda, degut al nombre baix de Filles de la Cacofonia, que en fan ús.
  - Mortis: Estudi de la mort i del món sobrenatural dels esperits. Aquesta disciplina és anterior a Nigromància, i els Giovanni van exterminar-ne els seus creadors, els Capadocis, que també van crear als Giovanni.
  - Mytherceria: poder estrany que conserven uns pocs vampirs Lasombra que van barrejar la seva sang amb la de les fades, permet observar el món de les fades i fer coses impossibles per cap altre vampir, com veure la llum del sol.
  - Sanguinus: poder relacionat amb la màgia de la sang creat pels Tremere Antitribu als seus criats i guardians, anomenats Germans de Sang. Permet que un dels germans de la "família" traspassi part del seu dolor físic a un altre i poden mantenir-se units telepàticament. També permet fer trucs terrorífics, com perdre un òrgan o una extremitat i que torni a créixer o es reenganxi. Repugnants, bojos i orfes des de la mort del Tremere Antitribu, els Germans de sang tenen una vida curta i violenta.
  - Temporis: disciplina controlada pels molt poc nombrosos Verdaders Brujah, un antic clan de l'antiga Grècia que reivindica que els Brujah els van robar el nom i van matar el seu líder. Aquesta disciplina dona control sobre el temps, permet alentir-lo o accelerar-lo, veure-hi a través o fer-hi canvis. N'hi ha molt pocs, però són extremadament poderosos.
  - Taumatúrgia Fosca (Dark Thaumaturgy): màgia utilitzada i desenvolupada pels Tremere Antitribu, que van resultar aniquilats a finals de la dècada dels 90 en misterioses circumstàncies.
  - Tanatosis (Thanatosis): poder dels Samedi, una línia de sang residual dels Capadocis, que controla els secrets de la mort més relacionats amb l'anatomia que no amb els fantasmes.
  - Valeren i Obeah: dos camins diferents de l'antic clan Salubri, poder de redempció, curació de l'ànima. Els Tremere van destruir el progenitor d'aquest clan a l'edat mitjana i van perseguir i exterminar a tots els Salubri, justificant-se en que realment no netejaven les ànimes, sinó que les devoraven.
  - Visceratika: poder creat pels Tremere per als seus criats Gàrgola, permet convertir-se en roca i volar.